# Иель-Хоба
Ие́ль-Коба́ (укр. Єль-Коба, крымскотат. Yel Qoba, Ель Къоба; с крымскотатарского — «ветряная пещера») — пещера, входящая в состав комплекса Красных Пещер, находится на горном массиве Долгоруковская яйла, (Крымские горы, Крым). Другое название пещеры — Средняя — потому, что она соединяет 5-й и 6-й горизонты.

## Описание
Средняя пещера — Йель-Коба — состоит из двух этажей в виде узких и очень запутанных, слабо наклонных ходов, которые соединены 5-метровой глубины колодцами. Первый план Йель-Кобы составил швейцарский ученый Ф. Дюбуа де Монпере в 1843 г., когда он путешествовал по Крыму и Кавказу.
Известный ботаник, зоолог и археолог К. С. Мережковский (1854—1921), исследовал Иель-Кобу в ходе обширных археологических разведок пещер Крыма (он называл ее «Джеил-Коба»), признал, что условия для проживания древних людей в ней были достаточно благоприятными. Результаты своих исследований Мережковский изложил в статье «Отчет о предварительном исследовании каменного века в Крыму», напечатанной в «Известиях Русского географического общества» (1880).
А. Домбровским и А. А. Щепинским проводятся археологические исследования в Йель-Коби, на Туфовой площадке и пещерах Ени-Сала I и Ени-Сала II. Результаты исследований опубликованы в «Трудах Комплексной карстовой экспедиции АН УССР» (1963).
А. Домбровский и А. А. Щепинский отмечают:
Раскопки 1960 года показали, что жизнь подле пещер (имеются в виду Харанлых-Коба и Иель-Коба) и их использование людьми возобновились лишь в III – IV веках н. э., когда на берегах Крыма местами стояли гарнизоны римлян... Римляне здесь, как и всюду, подчиняли себе местное население плодородных речных долин, которое, видимо, убегало от них в гористые верховья рек... На руинах заброшенных убежищ тавров возникают новые укрепления тавро-скифов или скифо-тавров – смешанного населения, объединенного общей судьбой и давними хозяйственными и культурными связями.